# Ambrogio Bianchi
Ambrogio Bianchi, född 17 oktober 1771 i Cremona, död 3 mars 1856 i Rom, var en italiensk kardinal. Han var generalprior för Kamaldulensorden från 1835 till 1856.

## Biografi
Ambrogio Bianchi inträdde i kamaldulenserorden och blev abbot för klostret i Fonte Avellana; år 1835 utsågs han till ordens generalprior.
Den 6 april 1835 utsåg påve Gregorius XVI, även han kamaldulensermunk, in pectore Bianchi till kardinal; i juli 1839 erhöll han Santi Andrea e Gregorio al Monte Celio som titelkyrka. Han deltog i konklaven 1846, vilken valde Pius IX till ny påve.
Bianchi avled i Rom 1856 och är begravd i Cappella Salviati i sin titelkyrka Santi Andrea e Gregorio al Monte Celio.

## Bilder

Kardinal Bianchis titelkyrka
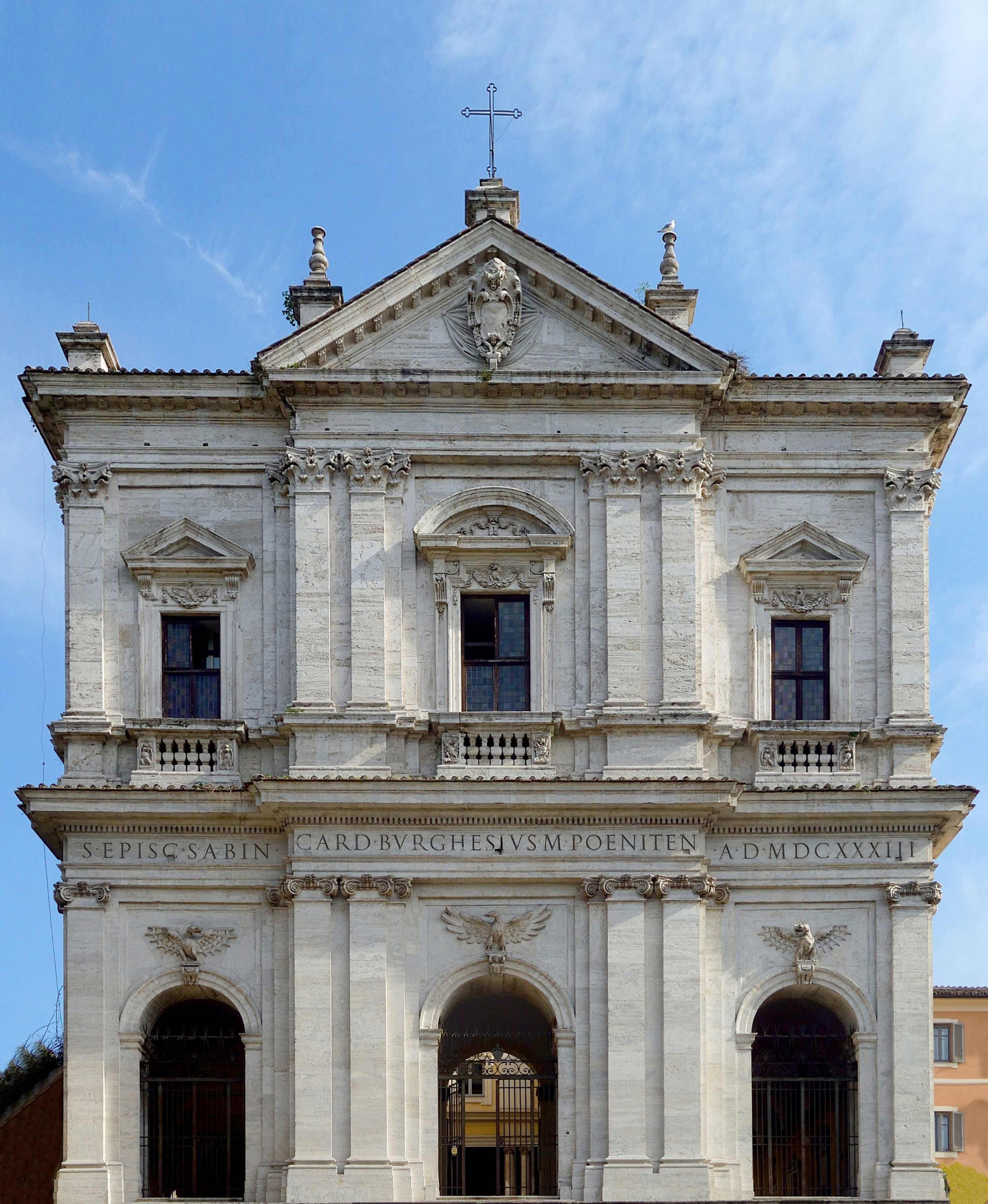
Santi Andrea e Gregorio al Monte Celio.